# Little Clacton
Little Clacton is een civil parish in het bestuurlijke gebied Tendring, in het Engelse graafschap Essex. In 2001 telde het dorp 2832 inwoners.